# Gonyosoma prasinum
Gonyosoma prasinum е вид змия от семейство Смокообразни (Colubridae). Видът не е застрашен от изчезване.

## Разпространение
Разпространен е във Виетнам, Индия, Китай, Лаос, Малайзия (Западна Малайзия), Мианмар и Тайланд.